# Tolosa (Philippines)
Pour les articles homonymes, voir Tolosa.
Tolosa (en tagalog : Bayan ng Tolosa) est une municipalité de la province de Leyte, située sur la côte est de l'île de Leyte, dans la région des Visayas orientales, aux Philippines.
Lors du recensement de 2020, sa population s'élève à 20 708 habitants.

## Géographie
Tolosa est une ville côtière sur le golfe de Leyte qui ouvre sur la mer des Philippines. Elle est située à 24 kilomètres au sud de Tacloban, la capitale régionale.
D'une superficie totale de 15,238 kilomètres carrés, la municipalité est divisée administrativement en 15 barangays : 
- Burak
- Canmogsay
- Cantariwis
- Capangihan
- Doña Brigida
- Imelda
- Malbog
- Olot
- Opong
- Poblacion
- Quilao
- San Roque
- San Vicente
- Tanghas
- Telegrafo

|            | Tanauan |                |
| Tabontabon | Tolosa  | golfe de Leyte |
| Julita     | Dulag   |                |